# Комитет русских офицеров в Польше
Комитет русских офицеров в Польше — революционная организация, существовавшая в 1861—1863 в войсках на территории Царства Польского и отчасти западных губерний Российской империи.

## История
Комитет возник около 1861 года по инициативе поручика 4-го стрелкового батальона Василия Каплинского, ранее участвовавшего в петербургском кружке генштабистов, как подпольная революционная организация в русских войсках, расквартированных в Польше. Создан на основе офицерских полковых, батальонных, бригадных кружков, появившихся после Крымской войны и активизировавшихся в 1860—1861 годах. Идейно и организационно был связан с польскими революционными демократами, поддерживал тесную связь с русскими революционными центрами в Лондоне («Колокол») и Петербурге; в конце 1862 влился в состав «Земли и воли».
После арестов Василия Каплинского (в феврале 1862 года) и Я. Домбровского (в августе 1862 года) организацию возглавил поручик Шлиссельбургского пехотного полка Андрей Потебня. В руководство входил также З. Падлевский и др.
В 1861—1862 гг. комитет развернул агитационно-пропагандистскую деятельность, выпустив большими тиражами свыше 16 прокламаций. В период восстания 1863—1864 оказывал помощь повстанцам всеми доступными средствами. К июню 1863 года деятельность комитета фактический прекратилась в связи с гибелью одного из лидеров А. Потебни в бою (март 1863), арестом и казнью второго лидера З. Падлевского (май 1863), а также арестами и перемещениями отдельных военнослужащих, входивших в состав комитета, и изменением политической ситуации в стране.